# 日清シスコ
日清シスコ株式会社（にっしんシスコ）は、大阪府堺市堺区に本店、東京都台東区東上野に本社を置く日本の菓子メーカーである。日清食品ホールディングスの連結子会社である。

## 特色
- シリアル食品[3]、ビスケット[4]、チョコレート菓子などが主力。シリアル食品のコーンフレークで「シスコーン」ブランドを使用している[3]。
- かつて、円盤状のミルクチョコレートとメンコを封入したメンコチョコなど、キャラクター商品も扱った。
- 1991年（平成3年）1月21日に日清食品が株式の60パーセントを取得して[5]日清食品グループ傘下となり、日清シスコへ社名変更した。日清食品グループ入り当初は、グループ共通のリップマークを使った「NISSINCISCO」ロゴを用いた。2002年（平成14年）4月に「Cisco's」ロゴを新たに制定し、2013年（平成25年）にシスコーン発売50周年を機に、4月からリップマークを使った「NISSIN 日清シスコ」ロゴへ変更した。

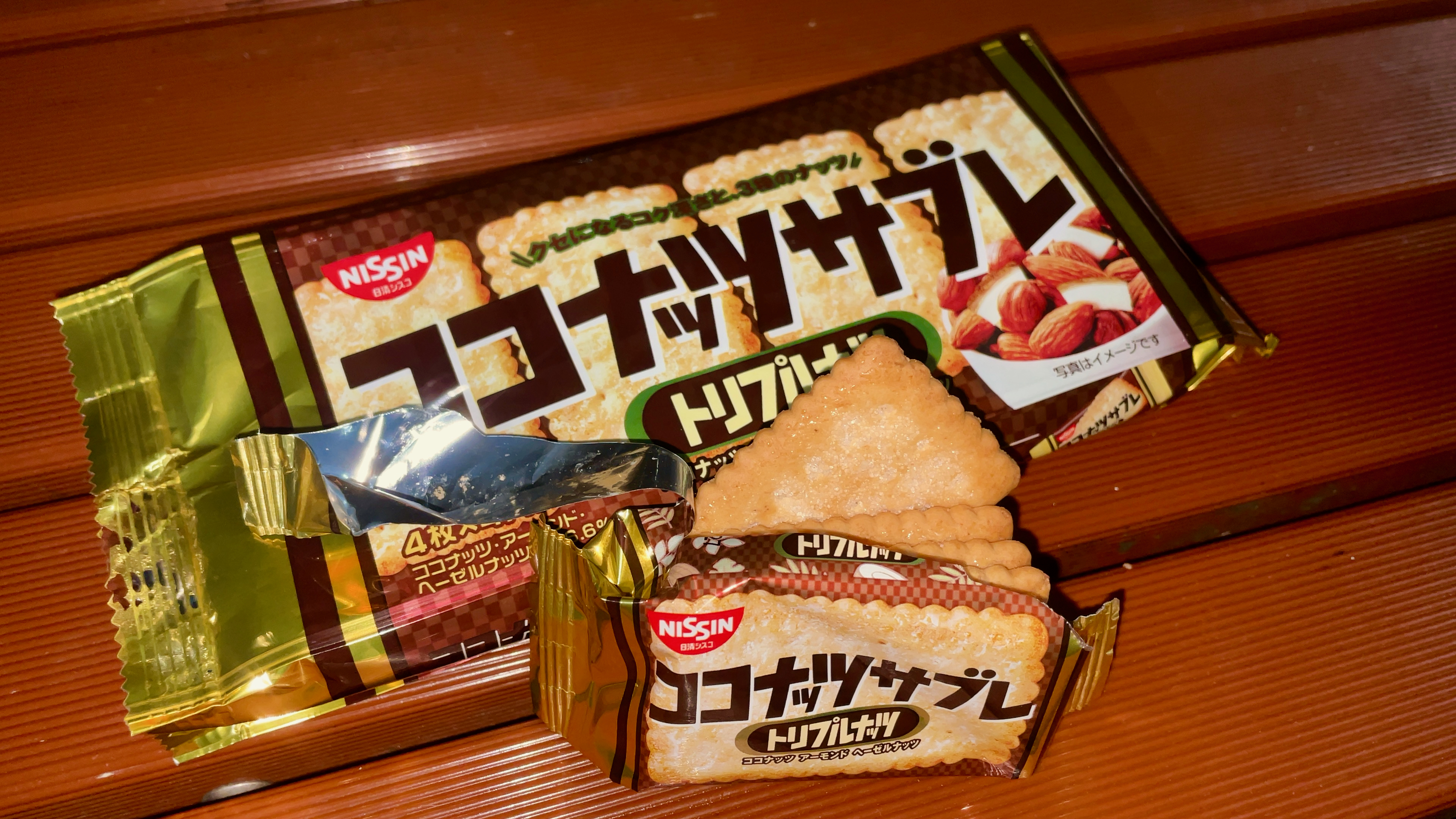
ココナッツサブレ

- 「ココナッツサブレ」をサブレの基幹ブランドとしている[6]。酷似する「バターココナツ」を日清製菓が販売しているが、同社は無関係である[注釈 1]。発売はココナッツサブレが1965年（昭和40年）、バターココナツは1966年（昭和41年）である。

## 沿革
- 1924年（大正13年）- 大阪府堺市大町東4丁7番地に播磨屋製菓所として創業
- 1934年（昭和9年）- 堺市安井町27番地に工場増設、チョコレートの製造開始
- 1948年（昭和23年） - 大阪市阿倍野区阪南町西6丁目で工場新設、ビスケット生産開始。播磨屋製菓株式会社設立。
- 1955年（昭和30年）- 現本社工場所在地、堺市堺区石津北町80で美鷹製菓株式会社設立、ビスケット・チョコレート生産　シスコ製菓株式会社へ社名変更。
- 1963年（昭和38年） - 埼玉県大里郡妻沼町に東京工場建設。
- 1964年（昭和39年） - シスコ株式会社へ社名変更。埼玉県大里郡妻沼町で東京工場稼働。
- 1991年（平成3年）
  - 1月21日 - 日清食品が株式の60パーセントを取得、日清食品グループ入り[5]。
  - 日清シスコ株式会社に社名変更。
- 2008年（平成20年）10月1日 - 日清食品グループが持株会社制に移行[7]。株主の[5]日清食品が日清食品ホールディングス株式会社に社名変更[7]。
- 2014年（平成26年）
  - 10月27日 - 東京本社を東京都台東区へ移転[8]。
  - 11月4日 - 大阪支店を大阪市淀川区（日清食品ホールディングス大阪本社内）へ移転[8]。

## 事業所
- 大阪本社（登記上本店）・大阪工場 - 大阪府堺市堺区石津北町80番地
- 大阪支店
- 東京本社・東京支店
- 東京工場・開発研究所
- 北海道支店
- 東北支店
- 関東営業所
- 横浜営業所
- 中部支店
- 中四国支店
- 高松営業所
- 九州支店

## おもな商品

### シリアル
- シスコーン[9]
- シスコーンマイルドチョコ
- シスコーンプレーン
- シスコーン甘さすっきりテイスト
- おいしいオートミール[9]
- ごろグラ[3]果実
- ごろグラ大豆
- ごろグラチョコナッツ
- ごろグラいちごづくし
- ごろグラプラントベース
- ごろグラ糖質オフ大豆
- ごろグラ糖質オフ果実
- ごろグラ糖質オフチョコナッツ

### ビスケット

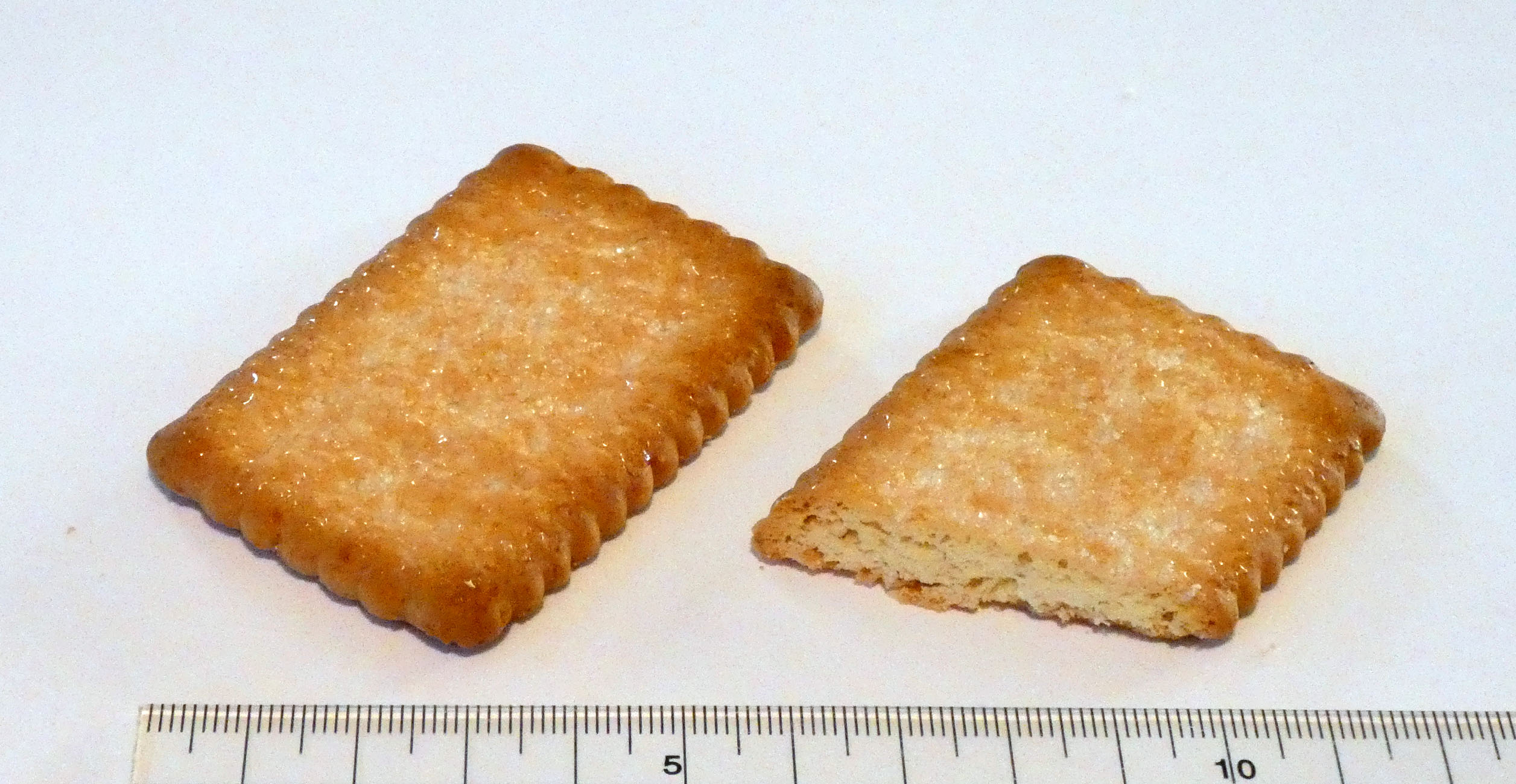
ココナッツサブレ

パッケージは横向きで、個包装による小分けタイプと通常の袋入りタイプの二種のパッケージタイプが存在する。小分けパックは一袋に5枚×4袋、令和5年下半期から4枚×4袋。期間限定のココナッツサブレシリーズがある。エースコインは袋入り。
- ココナッツサブレシリーズ - おもに個包装4パック入り
- ココナッツサブレ[6] - 1965年（昭和40年）から発売開始。個包装ではないタイプのパッケージは駄菓子屋で見られる。のちに5枚×4パックの個包装パッケージなどシリーズ展開する。
- ミニサブレ - 一袋入り
- 4種の麦のココナッツサブレミニ
- バターサブレ[6]
- ココナッツサブレ＜発酵バター＞
- セサミサブレ[6]
- ソルトサブレ - 2013年（平成25年）6月3日から塩辛さをマイルドに変更した新製品を販売開始[10]された。
- ソルトサブレ ～瀬戸内レモン仕立て～-2018年（平成30年）4月23日に発売され、以前に発売されたソルトサブレを更にリニューアルした製品である。原料に鳴門産の塩と瀬戸内産の瀬戸内レモンを使用している。期間限定製品で、販売期間は夏の期間中のみ。
- 「ココ勝ッツサブレ」12月17日発売 期間限定製品。
- 「焼きいもサブレ」11月5日発売 販売期間は毎秋季間中のみ。
- 「メープルサブレ」(9月18日発売)期間限定販売で、製造、販売がされている期間は毎秋季のみ。
- ココナッツサブレ＜島パインココナッツ味＞[11]　2024年6月17日発売。フォーモスト ブルーシールとのコラボレーションによる期間限定商品。
- ココナッツサブレ＜爽やかレモン＞
- ココナッツサブレ〈薫る抹茶〉原料に西尾の抹茶を使用している。
- ミネラル塩サブレ（グレープフルーツ風味）公式サイトより発表 - 2019年5月20日に期間限定販売の味で、暑さ対策商品として発売された。同社の製造所がある埼玉県熊谷市の公式マスコットキャラクターである「ニャオざね」とコラボレーションしてパッケージと包装にイラストを記す。販売期間は毎夏季のみ。
- エースコイン - 1955年（昭和30年）発売開始。日本最古と言われる硬貨の富本から十銭アルミニウム青銅貨までの主な硬貨や小判と言った古銭の形をしたミルク味ビスケット。かつては各種コインの説明を印刷した小紙片を封入していた。
- エース家紋～戦国時代編～ - エースコインの姉妹品。2011年（平成23年）1月から発売開始。戦国時代から伝わる家紋を型取るビスケット。当初はしるこ味で2013年（平成25年）4月にココア味となった。
- ロンガーシリーズ[4]
- 香ばしく焼き上げたシリーズ
- パティシエのこだわり[4]
- しっとりケーキシリーズ[4]
- 贅沢素材 北海道バタークッキー
- トミカビスケット - トミカのイラストがプリントされた男児向けビスケット。

### チョコレート菓子
- チョコフレーク
- クリスプチョコ
- ガトー
- ブラウニー チョコチップ&アーモンド

## キャラクター
シリアル「シスコーン」のマスコットキャラクター。
- 「シスコン坊や」（初代、「シスコーン坊や」表記も見られる[12]） - 1963年（昭和38年）登場。インディアン姿の少年。藤子不二雄（現：藤子不二雄Ⓐ）原作の漫画「シスコン王子」は、このキャラクターを主人公にした作品である。
- 「シスコーン坊や」 - 1996年（平成8年）6月登場。ロドニー・グリーンブラットが製作[13]。
- 「シスコーン坊や」 - 2011年（平成23年）3月登場。新キャラクターとして「ミックスフルーツ君」が追加された[14]。
- 「ココ夏三郎」 - 2015年（平成27年）夏登場。ココナッツサブレ50周年を記念したキャラクター[15]。8月4日に全日本プロレス入団し、8月29日にプロレスラーとしてデビュー[16]。

## CM出演者
現在
- AMEMIYA（ごろっとグラノーラ）

過去
- 原由子、眠れぬ夜の小さなお話のキャラクター（シスコーン）
- SPEED（シスコーン）
- 木村文乃（ごろっとグラノーラ）